# Distrito Escolar Independiente de Socorro
Distrito Escolar Independiente de Socorro (Socorro Independent School District, SISD) es un distrito escolar de Texas. Tiene su sede en El Paso.
En 2015 el distrito tiene más de 44.000 estudiantes. Gestiona 47 escuelas, en el este de El Paso, Horizon City, y Socorro.